# Mikoian-Gurevici MiG-9
Mikoian-Gurevici MiG-9 (în rusă Микоян и Гуревич МиГ-9, denumit în SUA Tip 1, denumire NATO: Fargo) a fost primul avion de vânătoare sovietic cu turboreactor dezvoltat de Mikoian-Gurevici imediat după sfârșitul celui de-al Doilea Război Mondial. Avionul folosea copii ale turboreactorului german BMW 003. MiG-9 a fost un avion de vânătoare cu reacție din prima generație, având un succes moderat, principala problemă fiind blocarea motoarelor la altitudini mari din cauza aspirării gazelor rezultate după folosirea tunurilor automate. Mai multe configurații ale armamentului au fost testate, dar problema nu a fost rezolvată. Alte câteva motoare au fost evaluate, dar nu au fost folosite din cauza performanțelor superioare ale prototipului avionului MiG-15.
Au fost construite în total 610 exemplare (inclusiv prototipurile), acestea fiind livrate Forțelor Aeriene Sovietice în anul 1948. Cel puțin 372 de avioane au fost transferate în 1950 Republicii Populare Chineze pentru a apăra orașele de raidurile Republicii Chineze (Taiwan) și pentru a familiariza piloții cu avioane cu reacție. MiG-9 a fost înlocuit rapid cu modelul MiG-15. Doar trei exemplare au fost păstrate până în prezent.